# Theofánie Martinakia
Theofánie Martinakia (řecky: Θεοφανώ; 866/67 – 10. listopadu 897) byla byzantská císařovna v manželství s Lvem VI. Moudrým. Východní pravoslavná církev ji uctívá jako světici.

## Život
Narodila se jako dcera Konstantina Martinakia a Anny. Rodina Martinakiů byla spřízněna s Amorejskou dynastií, která vládla Byzantské říši v letech 820–867.
Kronika Symeona Metaphrasta klade sňatek Lva VI. a Theofánie do šestnáctého roku vlády Basileia I., tedy mezi září 882 a září 883. Sňatek byl domluven Basileiem I. a vynucen Lvem VI. Špatný vztah otce a syna mohl hrát roli v konečném neúspěchu tohoto manželství. Basileios zemřel 29. srpna 886. Lev po něm nastoupil na trůn a Theofánie se stala jeho císařovnou.
Symeon uvádí, že se Lev zamiloval do Zoe Zaoutzainy ve třetím roce své vlády (asi roku 889), která se stala jeho milenkou a nahradila tak Theofánii ve dvorském a palácovém životě.

### Monastýr

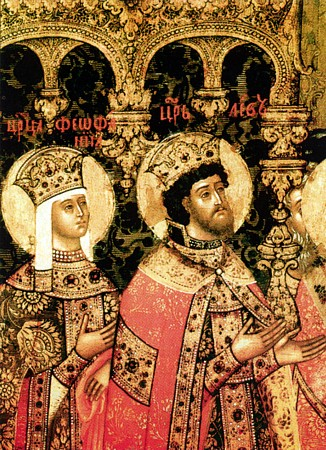
Svatá Theofánie a Lev VI. Moudrý

V sedmém roce vlády svého manžela (kolem roku 893) se Theofánie uchýlila do kláštera na konstantinopolském předměstí Blacherny a je považována za mimořádně oddanou církvi po celý svůj život. Zda byl její odchod do ústraní dobrovolný, nechávají Theofánie i Symeon nejasné.
V letech 893 až 897 se objevil rozpor ohledně jejího zvláštního postavení. Podle Symeona byl sňatek Lva VI. s Theofánií úředně neplatný, což umožnilo, aby se Lev a Zoe během roku vzali. Podle Theofanese bylo původní manželství stále platné a Zoe zůstala císařovou milenkou.

## Zesnutí a kanonizace
Theofánie zemřela ve svém monastýru 10. listopadu 897. Zoe byla korunována augustou až po smrti své předchůdkyně.
Theofánie byla po své smrti pravoslavnou církví kanonizována za svatou. Její svátek připadá na 16. prosince v juliánském kalendáři pravoslavné církve.

## Potomci
Lev VI. a Theofano měli pouze jednu dceru, Eudokii (podle Eudokie Ingeriny), která zemřela mladá. Eudokia byla pohřbena v chrámu svatých Apoštolů v Konstantinopoli spolu se svým otcem a matkou.